# Strausberg
Strausberg település Németországban, azon belül Brandenburgban. Lakosainak száma 27 780 fő (2023. december 31.). Strausberg Rüdersdorf bei Berlin és Rehfelde községekkel határos.

## Népesség
A település népességének változása:
| Lakosok száma | 27 119 | 27 344 | 27 780 |
|               | 2021   | 2022   | 2023   |